# Riccia melitensis
Die Einteilung der Lebewesen in Systematiken ist kontinuierlicher Gegenstand der Forschung. So existieren neben- und nacheinander verschiedene systematische Klassifikationen. 
Das hier behandelte Taxon ist durch neue Forschungen obsolet geworden oder ist aus anderen Gründen nicht Teil der in der deutschsprachigen Wikipedia dargestellten Systematik.
Riccia melitensis war der Name eines Mooses, das 1913 als eigene Art in der Familie der Ricciaceae beschrieben wurde. Nach einer Überprüfung des Herbarmaterials wurde die Art 2015 mit Riccia ciliifera synonymisiert.

## Beschreibung
Riccia melitensis galt als vermutlich zweihäusig. Der blassblaugrüne oder weißliche, unterseits oft schwarzrote Thallus ist 14 bis 18 Millimeter lang und ein- bis zweifach gegabelt. Der äußerste Zweig ist länglich-rund und hatte einen Durchmesser von 3 bis 4 Millimeter.
Der Thallus ist weiß geflügelt. Auf der Oberseite der Enden ist eine tiefe, sich rückwärts verflachende Rinne. Die halbkreisförmigen Thallusenden sind im Querschnitt außen ebenso breit wie dick, weiter zurück verbreitern sie sich bis zur doppelten Breite wie Dicke. Die Epidermis wird aus vier bis fünf durchscheinenden Zelllagen gebildet, die obersten Zellen sind kegelförmig. Auch die von den Thallusenden bis an den Thallusrand reichenden Bauchschuppen sind durchscheinend. Die fast schwarzen, 100 bis 120 Mikrometer messenden Sporen sind schmal gesäumt, stumpf papillös und netzartig gefeldert, die Felder sind 8–10 Mikrometer breit.

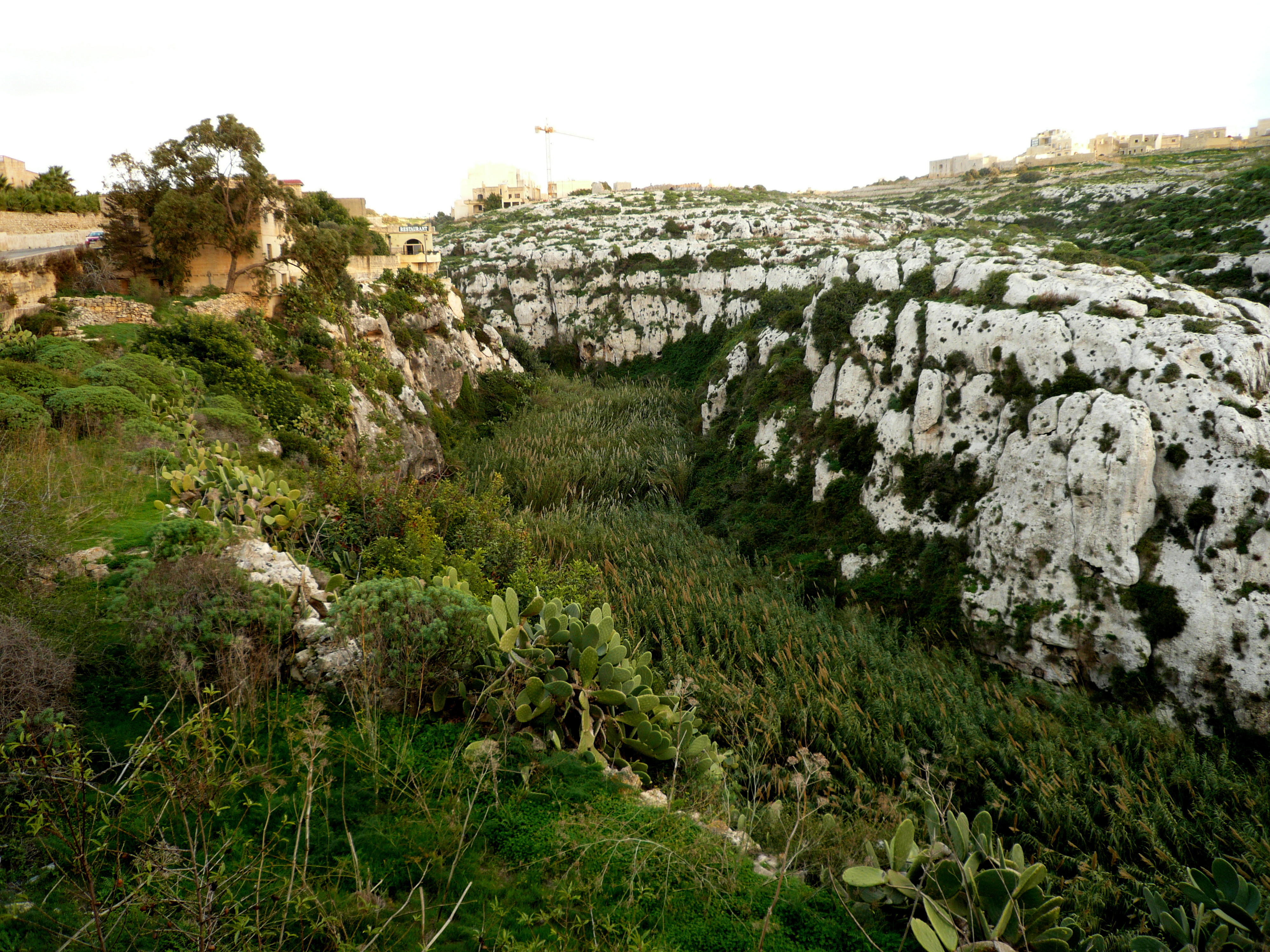
Der Wied Xlendi auf Gozo, locus classicus von Riccia melitensis

## Verbreitung
Der einzige Fund stammte aus dem Wied Xlendi auf der Insel Gozo, die zum maltesischen Archipel zählt.

## Systematik und botanische Geschichte
Riccia melitensis wurde 1906 von Carlo Pietro Stefano Sommier gesammelt und 1913 von Caro Benigno Massalongo erstbeschrieben. Der Artname melitensis (lat. für maltesisch) verwies auf den Fundort.
Riccia melitensis galt als mit Riccia gougetiana und Riccia ciliifera verwandt. Im Rahmen einer taxonomischen Prüfung wurde das Herbarmaterial 2015 erneut untersucht. Als Ergebnis wurde Riccia melitensis mit Riccia ciliifera synonymisiert.

## Nachweise
1. ↑  
C. Massalongo: Nuovi rappresentati nella Flora italica del genere Riccia. In: Bullettino della Societá botanica italiana. 1913, S. 52–53, Online.
2. 1 2 3 4  
Karl Müller: Die Lebermoose Deutschlands, Oesterreichs und der Schweiz mit Berücksichtigung der übrigen Länder Europas. In: Dr. L. Rabenhorst's Kryptogamen-Flora von Deutschland, Oesterreich und der Schweiz. Sechster Band, Abth. 2, 2. Auflage, 1916, S. 711–712, online
3. 1 2  
Jan-Peter Frahm & Michael Lüth: The Bryophyte Flora of the Maltese Islands, In: Archive for Bryology, Bd. 29, 2008, Online (PDF; 127 kB)
4. ↑  Hugonnot Vincent: Riccia melitensis Mass. (Marchantiophyta: Ricciaceae), an endemic species of the Maltese archipelago? In: Phytotaxa. Band 222, Nr. 3, 19. August 2015, ISSN 1179-3163, S. 238, doi:10.11646/phytotaxa.222.3.7.